# Ação Penal 470

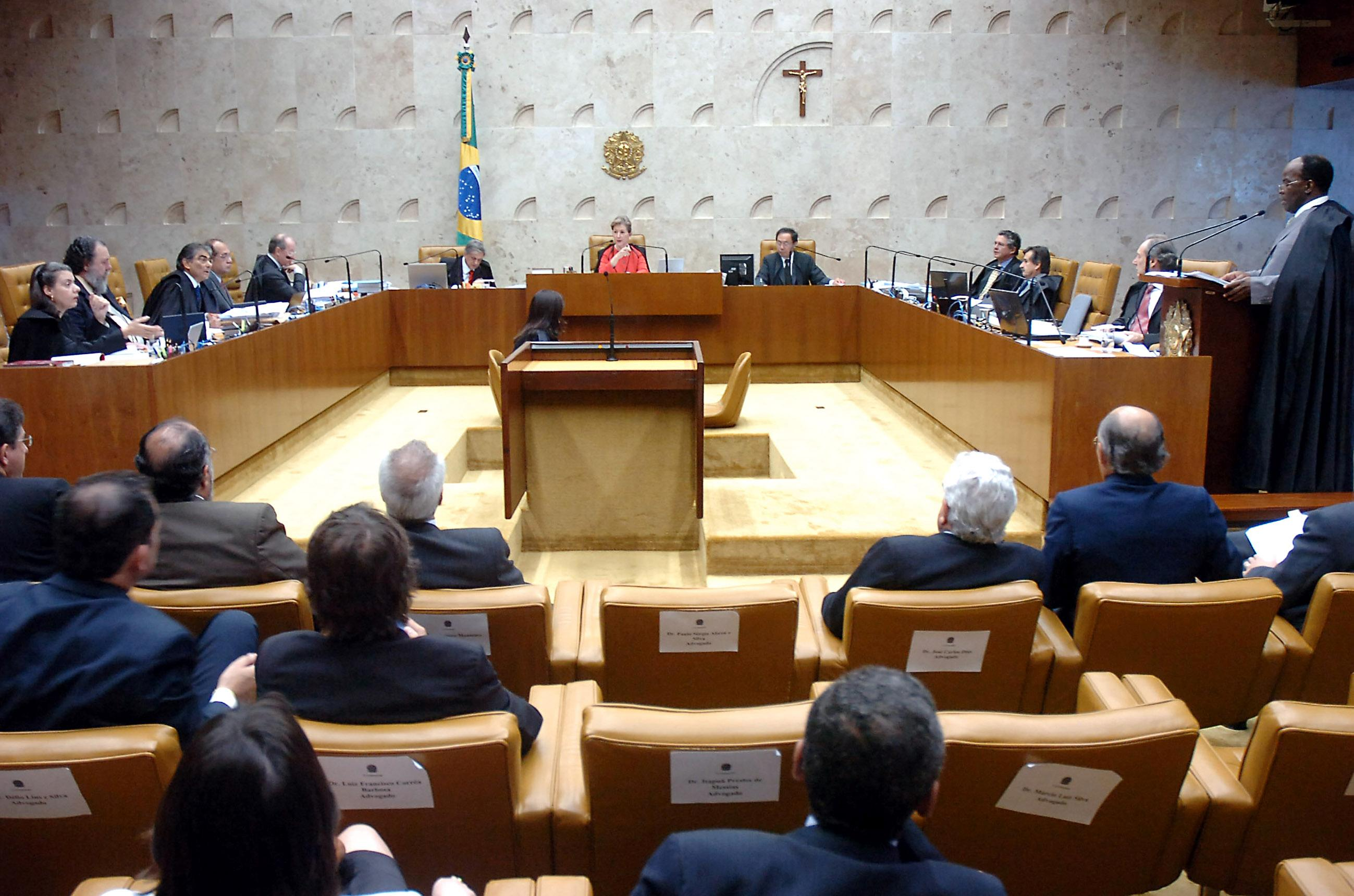
Plenário do Supremo Tribunal Federal em 27 de agosto de 2007, em sessão de julgamento da Ação Penal 470. Na tribuna, fala o relator do processo, o ministro Joaquim Barbosa.

A Ação Penal n.º 470 (AP 470/MG) do Supremo Tribunal Federal foi o processo jurídico penal que julgou os acusados de corrupção no escândalo do mensalão. A Procuradoria-Geral da República apresentou denúncia contra 38 réus pelos crimes de corrupção ativa, corrupção passiva, peculato, lavagem de dinheiro, formação de quadrilha, evasão de divisas e gestão fraudulenta de instituição financeira, dos quais 25 foram inicialmente condenados. O escândalo envolvia o pagamento mensal a deputados em troca de apoio em votações no Congresso.
Em julho de 2005, o inquérito do mensalão chegou ao STF. O Ministério Público apresentou denúncia contra quarenta réus em abril de 2006, dividindo-os em três núcleos: um político, um operacional e um financeiro. Dos inicialmente acusados, dois não foram a julgamento (por acordo com o MP e por falecimento). Aceita a denúncia, o inquérito foi convertido pelo Supremo na Ação Penal 470 em novembro de 2007. Após seu trâmite de 5 anos, o julgamento do processo se estendeu de agosto até dezembro de 2012, na mais longa sessão da história do Supremo Tribunal. O acórdão final possuí um total de 8 405 páginas.
Na fase de recursos, todos os 25 condenados ainda entraram com embargos de declaração. Ficou descaracterizada a lavagem de dinheiro, de modo que João Genú foi inocentado. Discutiu-se ainda a possibilidade ou não de embargos infringentes, destinados à revisão de condenações sem ampla maioria de votos. A ação penal encerrou-se em março de 2014 com o julgamento dos últimos embargos infringentes; dos 38 réus, 24 foram condenados. A execução da pena envolveu ainda a extradição de Henrique Pizzolato da Itália, onde foi preso enquanto foragido.
Devido a repercussão do caso, o processo foi amplamente acompanhado pelo público e pela mídia, chegando a ser denominado como "julgamento do século". Juridicamente, a decisão é emblemática por estabelecer na doutrina e jurisprudência brasileira a teoria do domínio do fato, assim como o "arrastamento competencial", tese pela qual réus sem foro privilegiado, mas concorrentes no crime, são julgados diretamente na última instância.